# Groupe interministériel de recherche
Pour les articles homonymes, voir GIR.
Les groupes interministériels de recherches (GIR), anciennement nommés groupes d'intervention régionaux, créés par une circulaire interministérielle du 22 mai 2002, sont des entités policières françaises pluridisciplinaires chargées d'agir contre la délinquance sous tous ses aspects en utilisant l'ensemble des moyens législatifs et réglementaires, sur le plan pénal mais également fiscal, douanier ou administratif.

## Structure
Les GIR sont administrativement rattachés aux services régionaux de police judiciaire ou aux sections de recherche de la gendarmerie nationale qui ont, en matière de police judiciaire, une compétence géographique régionale et définissent, par conséquent, le niveau territorial d'habilitation des officiers de police judiciaire affectés.
Chaque groupe est composé d'une structure permanente (unité d'organisation et de commandement, UOC), ainsi que de personnels ressources pré-désignés par chaque directeur de service régional ou départemental de police ou de l'administration concernée, et par les commandants de régions de gendarmerie nationale. L'unité d'organisation et de commandement (UOC), dirigée par un policier (commissaire de police ou officier de police) ou bien par un officier de la gendarmerie nationale, est composée de policiers (sécurité publique, police judiciaire, police aux frontières), de gendarmes, d'un fonctionnaire des impôts et d'un fonctionnaire des douanes et pour certains GIR d'un agent de l'URSSAF. Elle assure la préparation et l'organisation des opérations d'intervention et d'assistance, et est responsable de leur bonne exécution, sous la direction de l'autorité administrative ou judiciaire d'emploi.
Coiffé par l'UOC, le corps opérationnel du GIR est composé de fonctionnaires et militaires. Pour chaque opération, le niveau et la qualification des effectifs à mobiliser sont fixés par le chef de groupe, en fonction des objectifs.

## Localisation
Il existe 37 GIR, dont :
- 21 GIR (10 police et 11 gendarmerie) métropolitains
  - GIR Alsace (DIPJ Strasbourg)
  - GIR Aquitaine (DIPJ Bordeaux)
  - GIR Auvergne (SR Clermont-Ferrand) 
  - GIR Bourgogne (DIPJ Dijon)
  - GIR Bretagne (DIPJ Rennes)
  - GIR Centre-Val de Loire (DIPJ Orléans) 
  - GIR Champagne-Ardenne (SR Reims)
  - GIR Corse (DRPJ Ajaccio)
  - GIR Franche-Comté (SR Besançon)
  - GIR Languedoc-Roussillon (SR Montpellier)
  - GIR Limousin (SR Limoges)
  - GIR Lorraine (SR Reims)
  - GIR Midi-Pyrénées (SR Toulouse)
  - GIR Nord-Pas-de-Calais (DIPJ Lille)
  - GIR Basse-Normandie (SR Caen)
  - GIR Haute-Normandie (SRPJ Rouen) 
  - GIR Pays de la Loire (SR Angers) 
  - GIR Picardie (SR Amiens)
  - GIR Poitou-Charentes (SR Poitiers)
  - GIR Provence-Alpes-Côte d'Azur (DIPJ Marseille)
  - GIR Rhône-Alpes (DIPJ Lyon)
- 7 GIR (2 police et 5 gendarmerie) d'outre-mer
  - GIR Guadeloupe (DIPJ Pointe-à-Pitre)
  - GIR Guyane (SR Cayenne)
  - GIR Martinique (SR Fort-de-France)
  - GIR Mayotte (SR Pamandzi)
  - GIR Nouvelle-Calédonie (SR Nouméa)
  - GIR Polynésie française (SR Papeete)
  - GIR Réunion (DIPJ Pointe-à-Pitre)
- 9 GIR Police à compétence départementale
  - GIR 38 Isère (DIPJ Lyon)
  - GIR 75 Paris (DRPJ Paris)
  - GIR 77 Seine-et-Marne (DRPJ Versailles)
  - GIR 78 Yvelines (DRPJ Versailles)
  - GIR 91 Essonne (DRPJ Versailles)
  - GIR 92 Hauts-de-Seine (DRPJ Paris)
  - GIR 93 Seine-Saint-Denis (DRPJ Paris)
  - GIR 94 Val-de-Marne (DRPJ Paris)
  - GIR 95 Val-d'Oise (DRPJ Versailles)

## Bilan
- L'activité est en hausse de 20 % de 2002 à 2007[2].
- 180 opérations supplémentaires ont été réalisées au premier trimestre 2008 par rapport à l'ensemble de 2006. Les saisies d'armes, de produits stupéfiants et d'argent liquide ont augmenté.